# Engelbrekt och hans dalkarlar

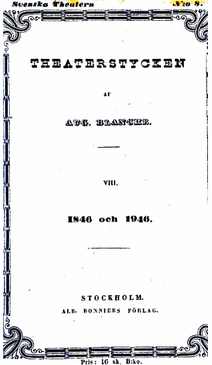
Försättsblad till teaterstycken utgivna av August Blanche 1846.

Engelbrekt och hans dalkarlar är en teaterpjäs från 1846 av den svenske författaren August Blanche. Den utspelar sig i mitten av 1430-talet och handlar om Engelbrektsupproret och dess ledare Engelbrekt Engelbrektsson. Pjäsen är indelad i fem akter. Den uruppfördes 20 april 1846 på Kungliga Teatern. Den innehåller flera originalsånger med text av Blanche; en av dem är "Engelbrektsmarschen", som därefter blev en populär militärmarsch.
Bland kända repliker från pjäsen finns dalmasen Sven Ulfssons kommentar till kung Erik på dalkarlsmål: "Ä’, du kungen, du, som sitter på granna ställningen där? Hör du – du har ena jäkliga fogdar där oppe i Dalom, du!" I en annan scen är bjuder Sven Ulfsson de kungliga på barkbröd och drottningen fäller tårar när hon smakar på det. Då utbrister dalkarlen: "Jag tror du gråter, mor! När det droppar från himlen, så blir det välsignelse på jorden. Gu’ signe dej för de!"